# Orel okrový
Orel okrový (Aquila rapax) je velký dravec z čeledi jestřábovitých (Accipitridae).
Rozšířen je jižně od Sahary přes jihozápadní Asii a Indii. Žije ve stepích, pouštích a savanách.

## Popis
Je to velký dravec, tělo je dlouhé 60–75 cm, rozpětí křídel je 159–190 cm. Váží 1,6–3 kg. Je blízký příbuzný orla stepního (Aquila nipalensis), s nímž měl také propojený latinský název. Je ale také jeden z nejmenších orlů rodu Aquila. Vytváří tři poddruhy: Aquila rapax rapax, Aquila rapax belisarius a Aquila rapax vindhiana. Zbarvení orla okrového se liší podle geografické oblasti a věku, ptáci ve věku jednoho roku mají opeření bílé.

## Chování
Orel okrový se živí převážně čerstvými mršinami, ale loví také menší savce o velikosti králíka, plazy a ptáky až do velikosti perliček. Někdy krade kořist jiným dravcům.
Ozývá se štěkavými zvuky připomínající vránu. Hnízdí na stromech, hnízdo si staví z větviček, listí a trávy. Klade dvě vejce, na níž sedí 39–44 dní. Silnější mládě obvykle usmrtí to slabší. Orli využívají stejné hnízdo opakovaně. Dožívají se obvykle okolo 16 let.

## Galerie

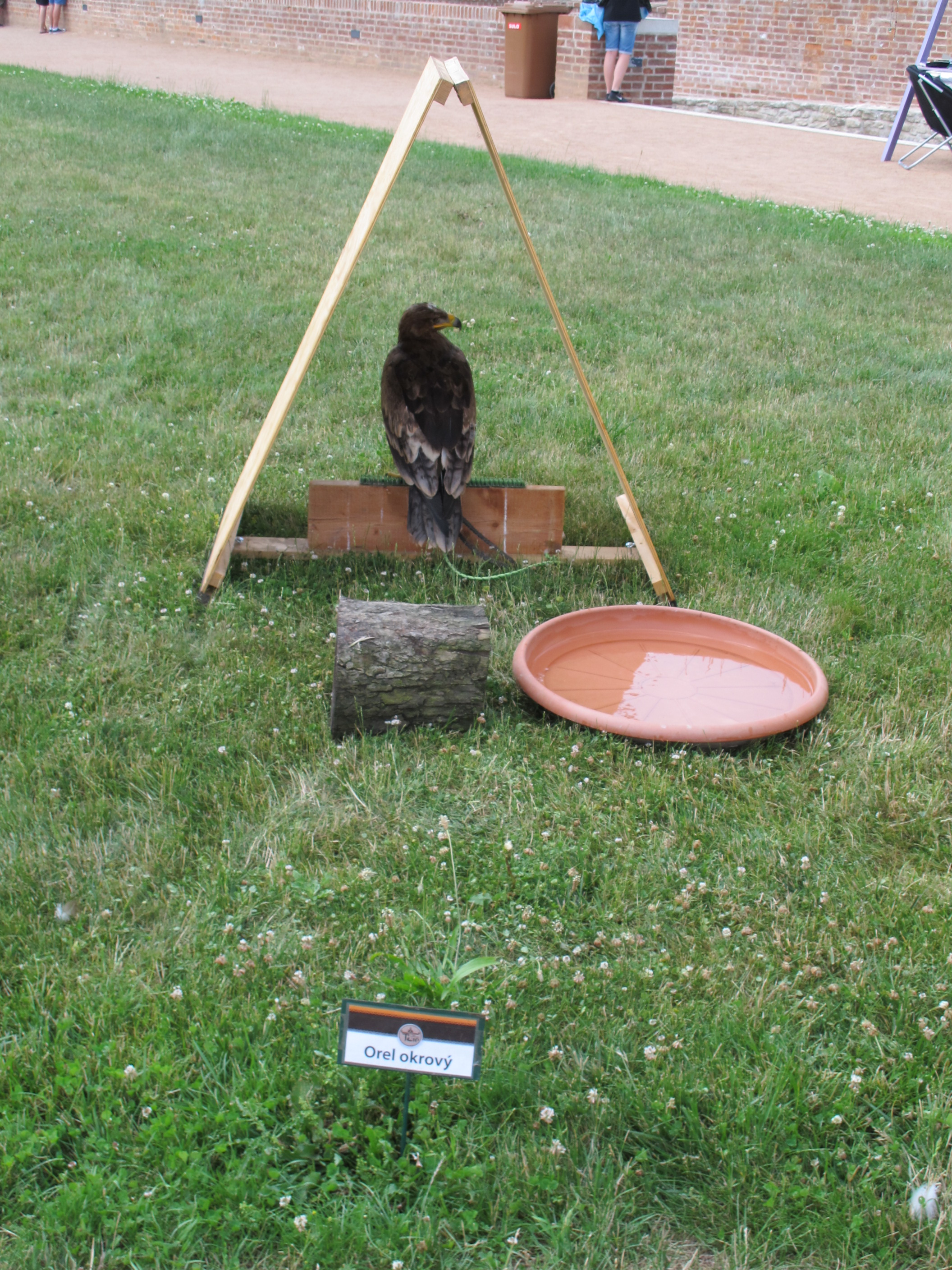
Park za Jezuitskou kolejí – orel okrový jako atrakce při Stříbření
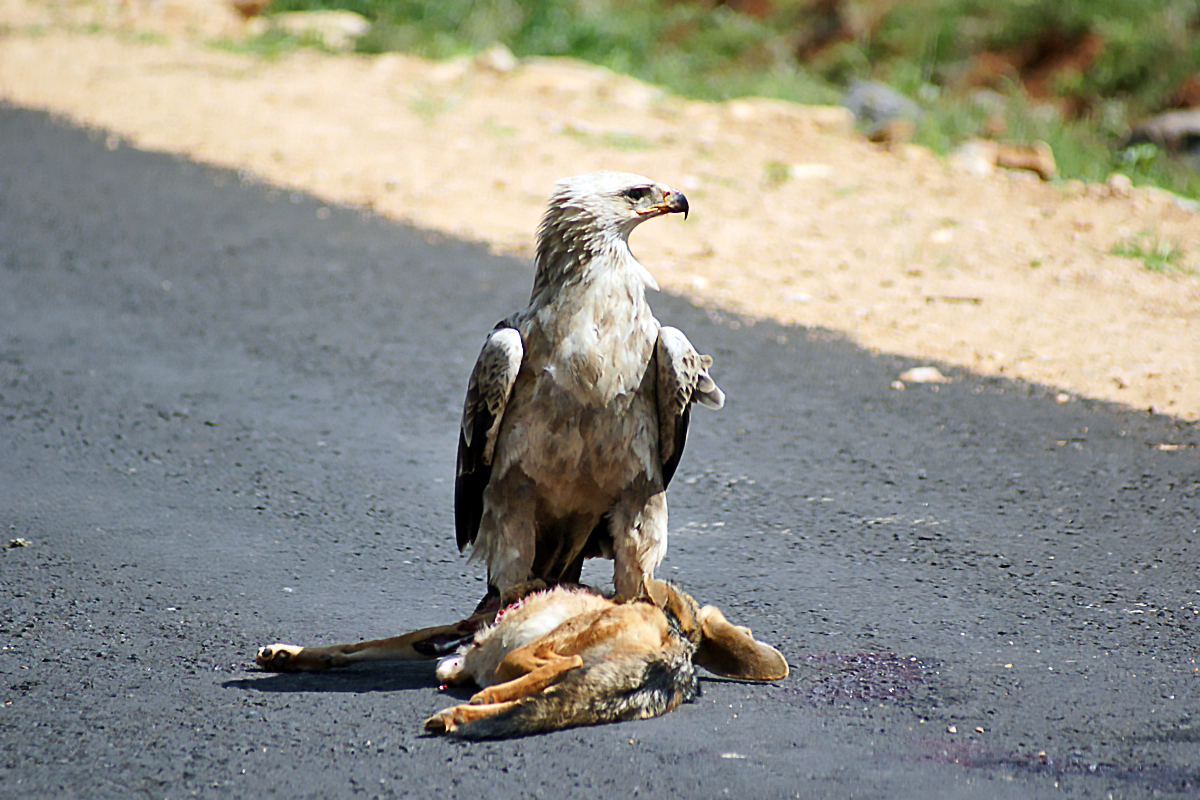
S šakalem čabrakovým jako obětí dopravní nehody
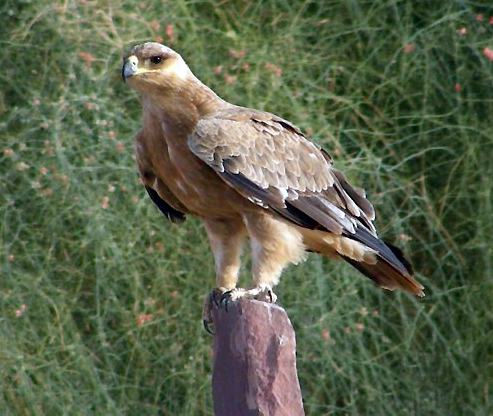
Jaisalmer, Indie
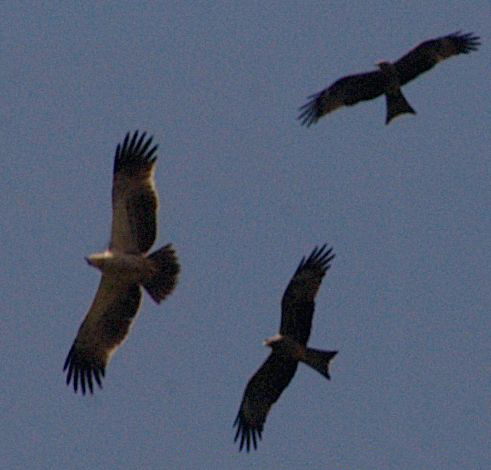
V Indii s luňáky hnědými
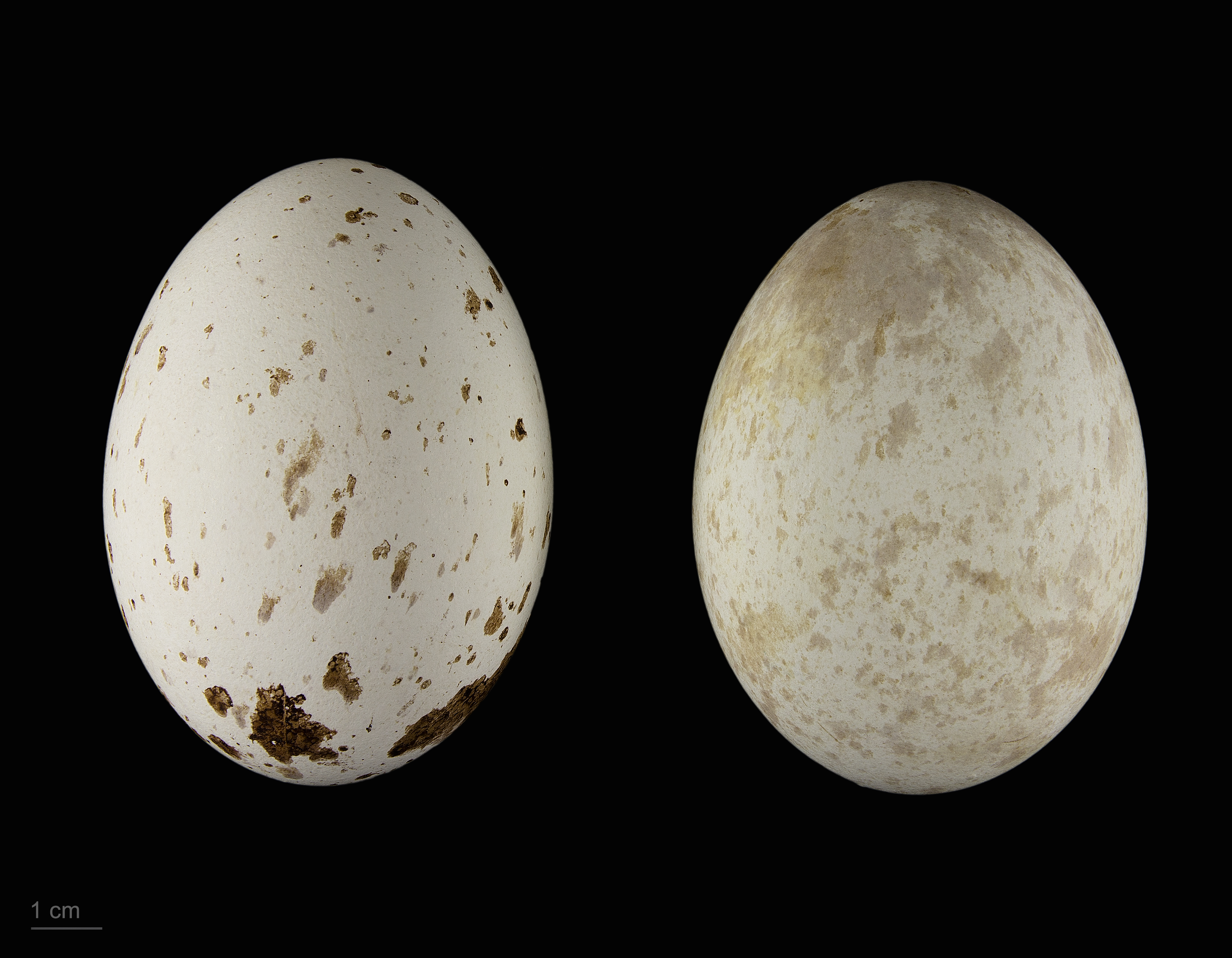
Museum specimen